# Hamid
Hamid ist die einheitliche lateinschriftliche Wiedergabe zweier arabischer Namen, die als Vorname und Familienname gebraucht werden.

## Herkunft und Bedeutung
Hinter dem Namen Hamid kann zum einen حمید (Ḥamīd; Hameed, auch Hamit) mit der Bedeutung „gepriesen“ oder „preisenswert“ stehen, zum anderen حامد (Ḥāmid; auch Haamid oder Hamed) mit der Bedeutung „Preisender“ (Gottes). Die weibliche Form der Namen ist Hamide.

## Namensträger

### Männlicher Vorname
- Hamid Akhavan (* 1961), iranischer Manager
- Hamid Algabid (* 1941), nigrischer Politiker, Premierminister von Niger
- Hamid Algar (* 1940), angloamerikanischer Islamwissenschaftler, Hochschullehrer und Übersetzer
- Hamid Ali-Doosti (* 1956), iranischer Fußballspieler
- Hamid Idris Awate (1910–1962), eritreischer Unabhängigkeitskämpfer
- Hamid Barole Abdu (* 1953), eritreischer Schriftsteller
- Hamid Baroudi (* 1960), algerisch-deutscher Sänger und Weltmusiker
- Hamid Belhaj (* 1968), französischer Langstreckenläufer
- Hamid Dabashi (* 1951), iranisch-amerikanischer Historiker, Kulturphilosoph und Literaturwissenschaftler
- Hamid Dastmalchi (* 1952), iranisch-US-amerikanischer Pokerspieler
- Hamid Drake (* 1955), US-amerikanischer Jazzschlagzeuger
- Hamid Frangieh (1907–1981), libanesischer Politiker
- Hamid Gul (1936–2015), pakistanischer General
- Hamid Guska (* 1953), bosnischer Boxtrainer
- Hamid Ismail (* 1987), katarischer Fußballspieler
- Hamid Karzai (* 1957), afghanischer Politiker und Präsident
- Hamid Khan (* 1965), singapurischer Badmintonspieler
- Hamid Olimjon (1909–1944), usbekischer Dichter
- Hamid Rahimi (* 1983), deutscher Profiboxer
- Hamid Sadr (* 1946), iranisch-österreichischer Schriftsteller
- Hamid Shiri (* 1982), iranischer Radrennfahrer
- Hamid Skif (1951–2011), algerischer Schriftsteller und Journalist
- Hamid Soryan Reihanpour (* 1985), iranischer Ringer
- Hamad ibn Thuwaini ibn Said (1857–1896), Sultan von Sansibar
- Hamid Termina (* 1977), marokkanischer Fußballspieler
- Hamid Reza Yousefi (* 1967), deutsch-iranischer Philosoph

### Weiblicher Vorname
- Hamide Akbayir (* 1959), deutsche Politikerin türkischer Herkunft
- Hamide Bıkçın Tosun (* 1978), türkische Taekwondoin

### Familienname
- Abdul Hamid (Hockeyspieler, 1927) (1927–2019), pakistanischer Hockeyspieler
- Abdul Hamid (Hockeyspieler, 1942) (* 1942), pakistanischer Hockeyspieler
- Abdul Hamid (Politiker) (* 1944), bangladeschischer Politiker
- Abdul Hamid (Hockeyspieler, um 1945) (1945/1946–2012), indischer Hockeyspieler
- Abdullah al-Hamid (1950–2020), saudischer Schriftsteller, Menschenrechtsaktivist und Oppositioneller
- Asmaa Abdol-Hamid (* 1981), dänisch-palästinensische Politikerin, Sozialarbeiterin und muslimische Gesellschaftsdebatteurin
- Bill Hamid (* 1990), US-amerikanischer Fußballspieler
- Cheb Hamid (* 1964), algerischer Raï-Interpret
- Harun Hamid (* 2003), pakistanischer Fußballspieler
- Hwad Ibrahim Abdel Hamid (* 1948), sudanesischer Boxer
- Ishraga Mustafa Hamid (* 1961), österreichisch-sudanesische Autorin
- Jasmin Hamid (* 1984), finnische Schauspielerin und Politikerin
- Mohsin Hamid (* 1971), britischer Schriftsteller
- Nor Azhar Hamid (* 1949), singapurischer Hochspringer
- Omar Shahid Hamid (* 1977), pakistanischer Schriftsteller
- Rani Hamid (* 1944), bangladeschische Schachspielerin
- Sefu bin Hamid (1860–1893), arabischer Sklaven- und Elfenbeinhändler
- Sofiyan Abdul Hamid (* 1985), singapurischer Fußballspieler
- Syarwan Hamid (1943–2021), indonesischer Politiker und Generalleutnant
- Syed Shahid Hamid (1910–1993), pakistanischer General